# Wardin
Wardin (en wallon Wårdin, en luxembourgeois Waardéng/Wardicht) est une section de la ville belge de Bastogne située en région wallonne dans la province de Luxembourg.

## Géographie
Situé à l’est du centre-ville de Bastogne, le village est délimité au sud par la route nationale 84 reliant le centre-ville et la frontière belgo-luxembourgeoise. Il se trouve à mi-chemin du centre-ville et du Luxembourg.

### Section
La section de Wardin est, outre le village de Wardin, également constituée des localités de Benonchamps, Bras, Harzy, Mageret, Marenwez, Marvie, Mont et Neffe. Ces villages composaient la commune de Wardin.

## Démographie
- Source: INS recensements population

## Histoire
Wardin fusionna en 1823 avec la commune de Harzy tandis que les villages de Bizory, Marvie, Mont et Neffe furent enlevés à Bastogne.
À la fusion des communes de 1977, la commune de Wardin rejoint Bastogne.

## Patrimoine et culture

### Culture

#### Festival musical
À Wardin se déroule chaque année depuis 1996 le dernier festival open air de l'été, le Ward'in Rock Festival, avec à l'affiche des groupes comme Dog Eat Dog, Pleymo, Vegastar, Mass Hysteria, Couchgrass, Malibu Stacy, Zita Swoon, Hollywood Porn Stars, Wedding Present, Pierpoljak, Le Peuple de l'Herbe, Été 67 et bien d'autres.
Ce festival réserve aussi une place au rap puisqu'en 2005 étaient présents Pitcho et Starflam.
L'édition 2010 voit un changement de site ainsi que l'ajout d'une seconde scène qui permet le retour du metal et du punk au festival.